# میک باکلی
میک باکلی (انگلیسی: Mick Buckley; ۴ نوامبر ۱۹۵۳ – ۷ اکتبر ۲۰۱۳) بازیکن فوتبال اهل بریتانیا بود.
از باشگاه‌هایی که در آن بازی کرده‌است می‌توان به باشگاه فوتبال هارتل پول یونایتد، باشگاه فوتبال کارلایل یونایتد، باشگاه فوتبال اورتون، باشگاه فوتبال میدلزبرو، و باشگاه فوتبال ساندرلند اشاره کرد.